# Petrova Lehota
Pour les articles homonymes, voir Petrova.
Petrova Lehota (hongrois : Péterszabadja) est un village de Slovaquie situé dans la région de Trenčín.

## Histoire
La première mention écrite du village date de 1346.

## Démographie

### Évolution de la population
| Année:               | 1994. | 2004. | 2014.    | 2024.   |
| -------------------- | ----- | ----- | -------- | ------- |
| Nombre de personnes: | 0     | 165   | 182      | 192     |
| Différence:          |       | –     | +10,30 % | +5,49 % |

| Année:               | 2023. | 2024.   |
| -------------------- | ----- | ------- |
| Nombre de personnes: | 199   | 192     |
| Différence:          |       | -3,51 % |